# Mátravasút
A Gyöngyösi Állami Erdei Vasút, közismertebb nevén Mátravasút, a Mátra hegység déli oldalán haladó erdei vasút. Két szárnyvonalból áll: a 325-ös számú Gyöngyös–Mátrafüred (6,3 km) és a 324-es számú Gyöngyös–Gyöngyössolymos–Lajosháza–Szalajkaház (13,1 km) vonalból. Ritkaságszámba megy azon kevés kisvasút közé tartozva, amelyek ma is két külön vonalon végeznek menetrend szerinti személyszállítást – hasonlóan például a Balatonfenyvesi Gazdasági Vasúthoz.

## Állomások és megállóhelyek
Gyöngyösön, a MÁV és az autóbusz pályaudvaroktól 5 percnyi járásra, a szépen rendbe hozott Orczy-kastély szomszédságában található az erdei vasút, közismert nevén Mátravasút végállomása. Az erdei vasút az Egererdő Zrt. üzemeként működik. Két vonalán: Gyöngyös-Mátrafüred és Gyöngyös-Szalajkaház között összesen 17,9 km-es szakaszon közforgalmú személyszállítási tevékenységet végez. 
| 325 (Gyöngyös ↔ Mátrafüred) |                          |            |                                                   | |
| Menetidő ↓                  | Állomás/megállóhely neve | Menetidő ↑ | Információk                                       | Történet |
| 0                           | Gyöngyös                 | 21         | Az állomás a Mátra Múzeum mellett található.      | Az állomást 1928-ban létesítették. |
| 3                           | Felsőújváros             | 19         | Gyöngyösi megálló.                                | A megállóhelyet (korábban állomást) 1911-ben létesítették.                                                                                          |
| 7                           | Nyúlmály                 | 15         | EKE Gyöngyösi Campus kollégiuma. (külterület)     | A megállóhelyet 1995-ben létesítették. 2021-ben teljesen megszűnt. A menetrendből törölve, a vonatok azóta nem állnak meg itt.                      |
| 9                           | Farkasmály               | 13         | Borospincék.                                      | A megállóhelyet 1926-ban létesítették. |
| 13                          | Pipishegy                | 9          | Üdülőövezet és repülőtér.                         | A megállóhelyet 1926-ban létesítették. |
| 20                          | Mátrafüred-alsó          | 2          | Palóc Néprajzi Magángyűjtemény és Babakiállítás.  | A megállóhelyet (korábban állomást) 1945 után létesítették. 2021-ben teljesen megszűnt. A menetrendből törölve, a vonatok azóta nem állnak meg itt. |
| 22                          | Mátrafüred               | 0          | Üdülőövezet, park, játszótér, étkezési lehetőség. | Az állomást 1923-ban létesítették. |

A vasút fővonala (325 Gyöngyös-Mátrafüred) a kastélyparkot megkerülve a 24-es sz. főút mellett vezet, a városi temető után válik el egymástól a két ág ("Gólya térköz"). Az egyenes irányú, északi fővonal a jóféle borszőlőkkel beültetett kertek mellett halad; a Farkasmály-Borpincék megállóhely után a Sárhegy oldalában beépített hétvégi házak és a Pipishegyi sportrepülőtér alatt, a kedvelt üdülőhely, Déli-Mátra hegyei által körülfogott Mátrafüred központjában elhelyezkedő végállomására. A vonatból 22 perces utazás alatt gyönyörű a kilátás a város, és a Mátra bércei irányába. Hosszan lehet gyönyörködni az "ország teteje", a Kékes csúcsában és az azt körülvevő zöld rengetegben. Aki a természet szépségeit közelről akarja megismerni, a vasút végállomásától észak felé haladva közvetlenül a villasorok alatt a Bene-patak mentén sétálva, jól jelzett turistautakat talál a Máriácska, Rákóczi forrás, Gyökeres forrás Benevár-romok, Mátraháza és Kékestető felé. A patak mentén esztétikus pihenőházak, szalonnasütő helyek várják a pihenni vágyó turistákat. 
| 324 (Gyöngyös ↔ Szalajkaház) |                          |            |                                              | |
| Menetidő ↓                   | Állomás/megállóhely neve | Menetidő ↑ | Információk                                  | Történet |
| 0                            | Gyöngyös                 | 47         | Az állomás a Mátra Múzeum mellett található. | Az állomást 1928-ban létesítették. |
| 3                            | Felsőújváros             | 45         | Gyöngyös utolsó megállója.                   | A megállóhelyet (korábban állomást) 1911-ben létesítették. |
| 12                           | Jánoska                  | 35         | Gyöngyössolymosi megálló, N. Szent János sz. | A forgalmi kitérőt 1966-ban nyitották meg a személyforgalom számára, amelyet 1916-ban létesítettek. |
| 15                           | Toppancshíd              | 32         | Gy.solymosi megálló, a falu központjában.    | A megállóhelyet 1966-ban létesítették. |
| 19                           | Zemanek                  | 28         | Gyöngyössolymosi megálló.                    | A megálló-rakodóhelyet 1966-ban nyitották meg a személyforgalom előtt, amelyet 1949-ben létesítettek. A megállóhely jelenlegi helyére 1982-ben került áthelyezésre és egyben visszaminősítve megállóhellyé. A rakodóvágány ekkor felbbontásra került. |
| 22                           | Gyöngyössolymos          | 25         | Csepegő-forrás. (külterület)                 | Az állomást 1916-ban létesítették. |
| 26                           | Cserkő                   | 21         | Bánya tó és tisztás.                         | A megállóhelyet 1987-ben létesítették, a vonal második legfiatalabb megállóhelye. |
| 30                           | Őrlőmű                   | 17         | A vonatok nem állnak meg.                    | Az állomást 1927-ben létesítették. 1982-ben visszaminősítve megálló-rakodóhellyé, majd 1991-ben megállóhellyé. 2014-ben teljesen megszűnt. A menetrendből törölve, a vonatok azóta nem állnak meg itt.                                                |
| 36                           | Lajosháza                | 11         | Erdei szállás, számos turista út kezdete.    | Az állomást 1906-ban létesítették. |
| 48                           | Karoshíd                 | 2          | Erdei tisztás.                               | A új megállóhelyként 2012-ben létesítették. |
| 50                           | Szalajkaház              | 0          | Erdei szállás, forrás és tanösvény.          | Az állomást 2009-ben létesítették jelenlegi helyén, mintegy 500 m-re az 1906-ban átadott, a cseternási -csúcsfordítós- vonalra elágazó állomástól. |

A másik vonal (324 Gyöngyös-Szalajkaház) a város végén balra ágazik ki északnyugati irányban Szalajkaház felé. Községi földeket, szőlőket keresztezve "Jánoska" megállónál éri el Gyöngyössolymost, az egykori királyi solymászok falujának határát. A "kertek alatt" a patak folyását követve, izgalmas vonalvezetéssel kanyarog át a falun. A patakot egy ritka megoldású, ferde, 33 m hosszú hídon íveli át, majd a falut elhagyva a Kis-hegy andezit szikláiban gyönyörködhetünk. Az egykori fűtőházat elhagyva, a Cserkő bánya után ismét a patak mellett kanyarogva, virágos réten át a "Cserkő" megállónál éri el az erdőt. A Cserkő bányató a környékbeliek kedvenc kirándulóhelye. A továbbra is a patakot követő, napsütötte tisztásoktól, andezit sziklarajzoktól változatos erdei szakasz a vasútvonal legszebb része. A következő állomás Lajosháza, innen ugyancsak jól jelzett turista utakon, gyönyörű tájakon könnyen eljuthatnak Mátraházára, a sástói kempinghez, valamint már felszedett egykori vasútvonal nyomvonalán a Csórréti víztározóhoz is. Lajosháza után a Szén-patak völgyében folytathatjuk utunkat ugyan csak gyönyörű környezetben. Az utolsó állomás a Szalajkaház. A ház környezetében vadbemutató, forrás és tanösvény is található, valamint Mátraszentimrére és Galyatető felé is jól jelzett turista utakon, gyönyörű tájakon túrázhatunk.

## Története
A Mátrában az első keskeny nyomközű vasutat 1906-ban az Egri Érseki Uradalom építette. A 600 mm nyomtávolságú lóvontatású pálya, mely 600 mm Gyöngyössolymostól északra a Nagy-völgyben volt található, később a Nyírjesi vonal nevet kapta. Szintén az uradalom építette egy évvel később a Csukás-völgyi vonalat a Szalajkaháztól Mátraszentimre alá, majd magántőkéből elkészült a Monostor-völgyi vonal. 1914-ig összekötötték a pályákat, így alakítva ki egy teljes fuvarozási hálózatot a Mátrában.
1916-ban a lóvontatást felváltotta a gőzvontatás. Az első mozdonyt Liza névre keresztelték. Mivel Gyöngyösről és Gyöngyössolymos között még nem volt vasúti összeköttetés, a mozdonyt közúton kellett elvinni: Az útra síneket fektettek, amiken végiggurult a mozdony, majd a mögötte lévő pályát felszedték és elé rakták. A művelet 11 napig tartott. 1917-ben ez a hiányzó szakasz is megépült.
A ma is működő Gyöngyösről-Mátrafüred közötti pályát 1923. június 5-én adták át a teherforgalomnak. Egy szakasza Gyöngyöstől a Farkasmályi borpincékig már 1911-ben üzemelt, a város 1918-ban elkészítette a tervet a folytatásra, de a gazdasági helyzet miatt öt évet kellett várni a megvalósulásig. A vonal a Gyöngyös-Benei Vasút nevet kapta. (Bene Mátrafüred régi neve.)
Az 1925-ben lezajlott felújítás alkalmával a szárnyvonalakat átépítették 760 mm-es nyomtávúra. 1926. június 19-én indult meg a rendszeres személyszállítás; 1928-ban a gyöngyösi végállomást az Orczy-kastély mellé tették, 835 m-rel meghosszabbítva a vonalat. Az 1930-as évek elején Gyöngyös város a megvásárolta a magáncégek kezében lévő Gyöngyös – Mátrafüred szakaszt. Ennek a szakasznak 1932. május 12-től lett hivatalosan is a neve Mátravasút. Ezen a vonalon akkor a Karcsi és a Gizi nevű mozdonyok voltak szolgálatban.
1937-ben a város elfogadta a vasút 10 éves fejlesztési tervét. A tervben kettős vágány kiépítése, 1 km hosszabbítás és villamosítás állt a Mátrafüredi vonalon, Gyöngyössolymos felé a személyforgalom megindítása és új vonalak építése Gyöngyösoroszi és Visonta felé. Sajnos a tervek a világháború miatt nem valósulhattak meg. A forgalom 1944 októberében állt le. A mozdonyokat a vasutasok szétszerelték és elrejtették, nehogy a német vagy szovjet hadsereg lefoglalhassa.
A második világháború nagy veszteséget okozott, de a város még 1945-ben korszerűsítési tervet dolgozott ki, a környező falvak újjáépítésében is nagy hasznát látták. Áprilisig csak a megszálló szovjet hadsereg használta, 1946/47 telén indult be a teherszállítás, 1947. április 16-án a személyforgalom. Bár a város szerette volna, a vasút nem maradt a tulajdonában: 1949-ben államosították az egész vonalhálózatot. 1951-ben a Pipishegyi Szerszám- és Készülékgyárhoz 3,6 km új vonalat építettek. A hálózat elérte legnagyobb kiterjedését, 45,1 km vonalhosszt.
Az ipari létesítményeket is kiszolgáló vasút forgalma folyamatosan növekedett. Hogy ezt ki tudják elégíteni, a 1960-as évek elején lecserélték a gőzösöket dízel meghajtású mozdonyokra. 1961. május 28-án a vasút úttörővasúttá alakult az országban másodikként. A neve Mátrai Úttörő Vasút lett. A Gyöngyössolymos – Lajosháza vonalon 1968. május 1. vezették be az általános személyforgalmat. A teherforgalom közútra való áttérésével 1978. október 21-től a fa, 1979. március 14-től a kő szállítása szűnt meg. A gazdaságtalanná vált szárnyvonalakat felszedték, a teljes vonalhosszúság 14,4 km-re csökkent.
1976-1986 között a megmaradt vonalakat korszerűsítették, új személykocsikat szereztek be. 1983-ban új állomásépület épült Gyöngyösön. 1987-ben a vasút visszakapta a Mátravasút nevet.
A rendszerváltást követően, mint sok más keskeny nyomközű vasút, ez is a megszűnés szélére sodródott. Az 1993-1994-es években sikerült megakadályozni a vasút megszüntetését. 1995-ben új kocsiszín épült Gyöngyösön. A gondok megoldásáért legtöbbet az Országos Erdészeti Egyesület elnöke, a Mátra-Nyugat-bükki Erdő- és Fafeldolgozó Rt. vezérigazgatója, Schmotzer András tett, aki a Földművelési Minisztérium és a Magyar Közlekedési Közművelődésért Alapítvány segítségét is megszerezte.
2005. júniusában a lajosházi vonal árvízkárokat szenvedett, így üzemszünetet kellett elrendelni. A forgalom 2 év múlva, 2007. április 28-án indult meg egy átfogó pályafelújítás után. Megerősítették az alépítményt, 1,1 km hosszban hosszban "c" rendszerű 34,5 kg/m tömegű vágányokat fektettek le Gyöngyössolymos térségében. Egyúttal fejlesztési terv született a vasút Lajosháza–Szalajkaház 3,5 km-es vonalszakaszának visszaépítésére. A vasút építési munkák 2008. nyarán kezdődtek, amikor elkészült az alépítmény és újjáépültek a nyomvonalon a hidak. A vágányok fektetése 2009. augusztusában kezdődött el. A meghosszabbított vonalat a 2009. október 10-i kisvasúti napon adták át ünnepélyes keretek között. Azonban alig néhány napig üzemelt az új szakasz, a téli, majd jövő év tavaszi áradások súlyosan megrongálták a pályát, melynek újjáépítése, valamint a vízelvezetés átépítése jelentős munkával és költségekkel járt. A helyreállított vonalszakaszon így másodjára 2012. szeptember 8-án indult meg a közlekedés.
2011-től a kevésbé frekventált téli időszakban a menetrend szerinti forgalom megszűnt. Időközben kiderült, hogy a vasút további sorsa is bizonytalan, így végül 2011. március 24-én az üzemeltető Egererdő Zrt. szakmai fórumot rendezett a kisvasút jövőjéről. A fórum sikerrel zárult és április 1-én megindult a menetrend szerinti személyforgalom először a Mátrafüredi vonalon, bővebb menetrendi kínálattal, majd április 23-tól a Lajosházi vonalon is megindult a közlekedés, itt viszont a menetrend bővülésén túl bővült az üzemelési időszak is: augusztus 31. helyet már október 16-ig közlekedtek a szerelvények.
2012-ben bevezetésre került a gépi menetjegykiadás. Tavasszal két kocsi (F05-415 és 419) új kísérleti színtervet kapott: a korábbi bordó-sárga színterv helyett a sötétzöld-fehér színek domináltak, illetve őszre egy újabb kocsi (F05-420) szintén kísérleti színtervet kapott, világoszöld-sötétzöld lett.
2013. április 4-én elkerült Gyöngyösről Szilvásváradra az Mk.48-412-es mozdony felújításra, illetve visszakerült az Mk.48-411-es mozdony felújítva pontosan olyan fényezésben, ahogy 1977. április 13-án érkezett, ezzel is adózva az egykori hegyközi vasútnak, majd április 13-án Hegyközi emlékvonatként közlekedett először. Június 22-én, a kisvasúti napon mutatták be a vasút első Párnás kocsiját, mely egy Bax kocsi (F05-420) átalakításával jött létre: a kocsi egyik felében párnásak a padok és függöny is van, míg a másik felében változtatás nem történt. A kocsi korábban kapott fényezését kicsit módosították: a párnás rész ablakai fölött van egy sárga csík, illetve ahol korábbi fényezésénél egy sárga sáv volt,  ott most egy fehér sáv van, ezzel kicsit hozzá lett igazítva a másik két kocsi színtervéhez. Július 8-án elkezdődött a Mátravasút pályáinak felújítása először a Szalajkaházi vonalon majd, július 15-től a Mátrafüredi vonalon. A pályafelújítás ideje alatt a vonatok  Mátrafüred felé csak hétvégén, a Szalajkaházi vonalon azonban mindennap november 3-ig közlekedtek.
2014-ben folytatódott a Mátravasút felújítása, ezúttal a járművek felújításával: tavasszal gépészetileg elkészült az Mk.48-410-es mozdony, majd nyáron elkezdődött a többi jármű felújítása, újrafényezése illetve a gyöngyösi és mátrafüredi állomások teljes felújítása is, valamint visszatért az Mk.48-412-es mozdony Szilvásváradról teljesen felújítva. A megújult vasutat, szeptember 6. Országos Kisvasúti Nap és a III. Mátrai Erdészeti Nyílt Napon ünnepélyes keretek közt adták át a forgalomnak. Szeptember végén elkerült a Mátravasútról az Mk.48-411-es mozdony Szilvásváradra, novemberre elkészült az utolsó mozdony (Mk.48-409) fényezése is.
2015. januárjában új mozdony érkezett a vasútra a C.50-403 személyében, mely felújítást követően szeptemberben már menetrend szerinti vonatokat továbbított.
2016. novemberében 38 év szünet után újra szállított fát a Mátrából a kisvasút.
2017. március 21-én megnyitotta kapuit a Mátravasút Múzeuma. Május 23-án este a hirtelen lezúduló eső Lajosháza és Szalajkaház között több helyen kimosta az ágyazatot a pálya alól, így ezen a szakaszon üzemszünetet kellett elrendelni a forgalom június 3-án indult újra. Októberétől bevezetésre került bankkártyás jegyvásárlás a Gyöngyösi és Mátrafüredi pénztárakban.
2018. júliusában újabb fejlesztések kezdődtek a Mátravasúton: több mint 7 km vasúti pálya és a hozzá kapcsolódó állomások, megállóhelyek, hidak, átereszek, árkok és útátjárók újultak meg a Szalajkaházi vonalon, így ebben az évben a forgalom szünetelt ezen a vonalon. A felújított pálya november 30. készült el. Októberében elkezdődött a fejlesztések második üteme is, mely 3 db Mk.48-as mozdony remotorizálását, 5 db zárt és 3 db nyitott kocsi teljes felújítását és a vasút nosztalgia szerelvényének teljes felújítását (Gyöngyi gőzöst és a szalonkocsiját) foglalja magába. A járműpark felújítása fokozatosan történt, így 2019-ben is zavartalan volt a közlekedés. Az első felújításra küldött jármű a Ny05-321-es kocsi volt.
2019. januárjában a Gyöngyi gőzös egy évre Debrecenbe költözött teljes felújításra. Márciusban az F05-203 majd a Ny05-321-es nyitott kocsi visszaszállításával megkezdődött a járművek fokozatos cseréje. Amikor felújításból visszahoztak egy járművet, akkor vittek el egy másikat felújításra. Augusztusban az első felújított mozdony, a 9855 8244 412-3 is (azaz az Mk.48-412) visszaérkezett. A mozdony új Deutz motort, modernizált vezető állást, illetve Webasto fűtésrendszert is kapott. Szeptemberben az első felújított F05-419-es pályaszámú, zárt kocsi is forgalomba állt. Október végén az utolsó felújításra váró jármű is elment. 
2020. februárjában a 9855 8244 409-9 (azaz az Mk.48-409) mozdony, a Gyöngyi gőzös és a F05-412, 415 is visszaérkezett, ezzel teljesen befejeződött a járműpark felújítása. A sikeres futópróbákat követően, a projektzáró ünnepséget 2020. március 19-re tervezte az erdőgazdaság. Februárban az összes jármű új, 12 jegyű, úgynevezett "telefonos" pályaszámot is kapott. Azonban a világjárvány közbeszólt, így a projektzáró ünnepséget csak 2020. szeptember 24-én lehetett megtartani.
2020 március 14-én elindult a menetrend szerinti közlekedés mindkét vonalon, azonban a vonatok csak ezen a hétvégén közlekedtek, hétfőtől az Egererdő Zrt. a közlekedést a járványügyi helyzet miatt felfüggesztette. A közlekedés végül 2020 május 15-én, pénteken tudott megindulni először Mátrafüred irányába, majd május 16-tól Szalajkaház irányába is. 2020 november 1-től elkezdődött a szokásos téli szünet, azonban november 11-től életbe lépő új járványügyi korlátozások miatt, az Egererdő Zrt. ismét felfüggesztette a közlekedés, így a szokásos decemberi programok is elmaradtak.
2021-ben is a járványügyi helyzet miatt csak május 1-jén tudott a közlekedés megindulni mind kettő vonalon. Az utolsó üzemnap október 31-én volt, november 1-től a forgalom szünetelt, a járványügyi helyzet miatt ebben az évben sem voltak decemberi programok.
2022-től egészen a 2024-es nyári menetrendig a Gyöngyös–Mátrafüred vonal teljes felújítása miatt csak Szalajkaház felé közlekedtek a vonatok.

## Járműállomány
| Kép                   | Típus        | Pályaszám         | Gyártási év    | Mátravasúton közlekedik | Megjegyzés |
| Mozdonyok             | Mozdonyok    | Mozdonyok         | Mozdonyok      | Mozdonyok               | Mozdonyok |
| --------------------- | ------------ | ----------------- | -------------- | ----------------------- | --- |
|                       | C50          | C50-404           | 1954 (71 éves) | 1962. május 5. óta      | Beceneve: Mazsola |
|                       | Remot Mk48   | 9855 8244 409-9   | 1961 (64 éves) | 1976. február 23. óta   | Beceneve: Manci Remot Mk48 Ex: Mk48,2034 |
|                       | Remot Mk48   | 9855 8244 410-7   | 1961 (64 éves) | 1976. február 23. óta   | Beceneve: Öreg Remot Mk48 Ex: Mk48,2035 |
|                       | Remot Mk48   | 9855 8244 412-3   | 1961 (64 éves) | 1980. december 29. óta  | Beceneve: Csinos Remot Mk48 Ex: Mk48,2032 |
|                       | 490'2        | 490'2005          | 1954 (71 éves) | 2006. április 4. óta    | Beceneve: Gyöngyi Ez volt az utolsó gőzmozdony, ami Romániát elhagyhatta. A tömeges külföldi gőzösvásárlások miatt, mint ipartörténeti emlékek nem vihetők ki már Románia területéről. |
| Zárt személykocsik    |              |                   |                |                         | |
|                       | Bpu 500      | 55 55 24-50 101-5 | 1956 (69 éves) | 1976. február 23. óta   | |
|                       | Bax 500      | F05-413           | 1956 (69 éves) | 1976. február 23. óta   | Jelenleg üzemen kívül. |
|                       | Bpu 500      | 55 55 24-50 102-3 | 1955 (70 éves) | 1977. április 13. óta   | |
|                       | Bpu 200      | 55 55 24-50 003-3 | 1958 (67 éves) | 1980. december 29. óta  | |
|                       | Bpu 300      | 55 55 24-50 004-1 | 1961 (64 éves) | 1984 óta                | |
|                       | Bpu 300      | 55 55 24-50 005-8 | 1961 (64 éves) | 1984 óta                | 2013 óta párnás kocsi |
|                       | Bpu          | 55 55 24-27 101-5 | 1956 (69 éves) | 2005 óta                | |
|                       | Bpu          | 55 55 24-20 002-2 | 1927 (98 éves) | 2019 óta                | A kocsit 1927-ben építették O&K teher kocsi alvázára Gyöngyösön. 1980-as évek elején selejtezték, ezt követően eladták majd a következő évtizedekben szerszámos bódéként használták. 2013-ban Gyöngyösre, majd 2015-ben Felsőtárkányba szállították felújításra, ahonnan 2019.03.30-án érkezett vissza Gyöngyösre. |
| Nyitott személykocsik |              |                   |                |                         | |
|                       | Cpu          | 55 55 35-35 003-0 | 1962 (63 éves) | 1982 óta                | A jármű egy Uba típusú teherkocsi átépítésével jött létre Gyöngyösön 1992-ben. |
|                       | Fedett batár | Ny05-222          | 1954 (71 éves) | 1993 óta                | A jármű egy teherkocsi átépítésével jött létre Paphegyen. |
|                       | Cdu          | 55 55 35-35 001-4 | 1955 (70 éves) | 1995 óta                | A jármű egy Jah típusú teherkocsi átépítésével jött létre Gyöngyösön 1995-ben. |
|                       | Cdu          | 55 55 35-35 002-2 | 1955 (70 éves) | 1995 óta                | A jármű egy Jah típusú teherkocsi átépítésével jött létre Gyöngyösön 1995-ben. |

Pályafenntartó (PFT) kocsik
Összesen: 9 db.
- 3 Uba
- 1 rönkszállító
- 1 házi építésű nyitott, korábban személyszállító (H05-210) kocsi, és
- 4 Ubn csille

## Nevezetességek és látnivalók a vasút környékén
- Mátrafüreden
  - Kozmáry-kilátó
  - Sástó Csónakázótó, kilátó egy volt olajfúrótoronyból kialakítva
  - Bába-kő Gejzírkúp Gyöngyös-Mátrafüred között
- Gyöngyössolymos, Lajosháza és Szalajkaház környékén.
  - Gyöngyössolymos erődített középkori temploma
  - A Kis-hegy sziklatömbje (ásványgyűjtő hely)
  - Asztag-kői felhagyott kőbánya (ásványgyűjtő hely)
  - Cserkő bányató
  - A Nagy-patak völgye
  - Őrlőmű
  - A Szén-patak völgye
  - Vadaskert Szalajkaházon
  - József Attila-forrás Szalajkaházon

## Képtár
- A vonat ablakából az ember szeme elé táruló látvány (Őrlőmű előtt)
- Gyöngyösi végállomás
- Mátrafüredi végállomás
- Szalajkaházi végállomás
- Mk.48-412 télen halad Mátrafüred felé
- Mk.48-412 egy Ikarus 55-ös társaságában
- Mk.48-410 és 412
- Mk.48-410 Pipishegy megállóhelyen
- Mk.48-409 tehervonattal
- Csúcsforgalom Szalajkaházon
- C.50-404 indulásra készen

## Külső hivatkozások
- Gyöngyös város információs és turisztikai portálja – www.gyongyos-matra.hu
- Mátravasút üzemeltetőjének honlapja
- Képek a Mátravasútról
- Az új gőzös: Gyöngyi
- Mátravasút a Geocaching-en